# Camerata robusta
Camerata robusta es una especie de tricladida maricola que habita la costa de Italia. Es la única especie conocida del género. El nombre genérico Camerata se refiere a las cámaras presentes en el bulbo pénico, y el nombre específico robusta se refiere a la fuerte musculatura del aparato copulador.